# Lapin Looping
Pour plus de détails, voir Fiche technique et Distribution.
Lapin Looping (Roller Coaster Rabbit) est un court-métrage d'animation ayant pour héros le lapin Roger Rabbit.
Le court-métrage a été réalisé par les studios Disney après les premiers succès du film Qui veut la peau de Roger Rabbit (1988) et diffusé en avant-première d'autres productions de Disney. Deux autres courts-métrages similaires ont été produits Bobo Bidon (1989) et Panique au Pique-Nique (1993).

## Synopsis
Dans une fête foraine, Roger est chargé de garder Baby Herman pendant que « maman » rend visite à une voyante. Herman poursuit un ballon qui va emmener les deux protagonistes sur tous les manèges du parc d'attractions, dont des montagnes russes.

## Fiche technique
- Titre original : Roller Coaster Rabbit
- Titre français : Lapin Looping
- Genre : Animation, comédie slapstick
- Format : Court métrage, couleur
- Durée : 7 minutes
- Sorti : 15 juin 1990[1] (diffusé avant Dick Tracy)

## Distribution

### Voix originales
- Charles Fleischer : Roger Rabbit
- April Winchell : Mme. Herman
- Lou Hirsch : Bébé Herman
- Kathleen Turner : Jessica Rabbit
- Corey Burton : Droopy

### Voix françaises
- Luq Hamet : Roger Rabbit
- Martine Meirhaeghe : Mme Herman
- Richard Darbois : Bébé Herman
- Régine Teyssot : Voix enfantine de Bébé Herman et une fan
- Tania Torrens : Jessica Rabbit
- Philippe Peythieu : Droopy
- Claude Joseph : Taureau
- Mario Santini : Annonceur du parc
- Gilbert Lévy : Voix-off